# Casual Sex?
Casual Sex? is een film uit 1988 onder regie van Geneviève Robert.

## Verhaal
De hartsvriendinnen Stacy en Melissa ontdekken op vakantie in een gezondheidsinstituut dat een groot aantal mannen de twee aantrekkelijke jongedames best wel wat bij wil leren over het fenomeen seks.

## Rolverdeling
| Acteur           | Personage |
| ---------------- | --------- |
| Lea Thompson     | Stacy     |
| Victoria Jackson | Melissa   |
| Stephen Shellen  | Nick      |
| Jerry Levine     | Jamie     |
| Andrew Dice Clay | Vinny     |